# ロジャー・ウォーターズ
ジョージ・ロジャー・ウォーターズ（英語: George Roger Waters, 1943年9月6日 - ）は、イングランド出身のミュージシャン、作曲家、ベーシスト。
元ピンク・フロイドのメンバーであり、創作面の中心的存在だった人物として知られる。自ら考案したロック・オペラ作品『ザ・ウォール』は、自身の代表的な演目として高い知名度を誇る。2016年度『グラミー賞』受賞。

## 人物
父親は、彼が5ヶ月の時に第二次世界大戦時（1944年）にイタリアのアンツィオで戦死した。父親と彼が写った家族写真はあるが、父の記憶は彼にはない。そのことは、彼の人間形成や曲作りにも大きな影響を及ぼしている。
母親は共産党員だったため、非常に反政府・反米の思想が強く、そのことが原因で、幼い頃に周囲から避けられていたという経緯もある。そうした背景から、ウォーターズの描く歌詞の内容は極めて左翼的であり、自身は社会主義者であると公言している。2022年ロシアのウクライナ侵攻についてもロシア側に理解を示す主張もしているため、西側の人々から大きな反感を買った。
非常に気難しい性格で知られており、音楽制作に関しては偏執的なまでのこだわりを見せる。いわゆる完璧主義者であり、アルバムのコンセプトに合わないと思ったら、どんな名曲でもあっさりと切り捨ててしまう。また、マスコミ嫌いでもある（これは他のフロイド・メンバーも同様）。
尊敬するアーティストとしては、ジョン・レノンやニール・ヤング、ボブ・ディランの名前を挙げている。ボブ・ディランについては、後に「天国の扉」をカバーしている。ジョン・レノンについては、『ジョンの魂』を愛聴するなど深く傾倒していた。
また、自身より後の世代のミュージック・シーンには疎かったが、ピンク・フロイドと比較されることが多いレディオヘッドのように、自身に影響を受けたと語る後進のアーティストに対しては素直に喜びを語っている。
ピンク・フロイドのメンバーとは、自身の脱退以来疎遠な状態となり、デヴィッド・ギルモアとリチャード・ライトとは犬猿の仲であった（「LIVE 8」での競演以降はある程度和解したようである）が、ドラムスのニック・メイスンとは比較的友好な関係にある。
2010年7月にはデヴィッドの誘いを受けて、パレスチナの将来を担う次世代の青少年に希望を与えるための活動をしている団体のチャリティーコンサートでデヴィッドと仲睦まじく共演した。その際にデヴィッドから「チャリティーコンサートに出演してくれたら、ザ・ウォールのコンサートで演奏してもいい」と言われ、それは2011年5月12日に実現した。

## 経歴

### ピンク・フロイドのメンバーとして

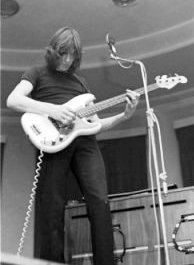
1970年

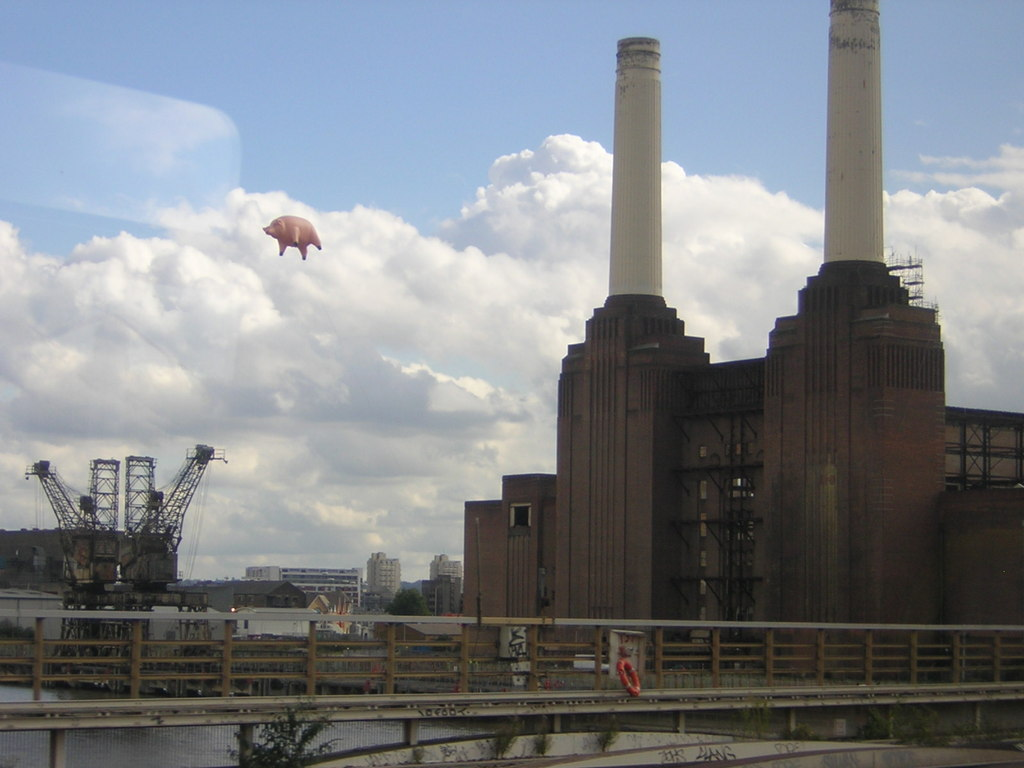
アルバム『アニマルズ』で、ウォーターズが考案した ｢空飛ぶ豚｣

1960年代のデビュー当時のピンク・フロイドは、実質的にシド・バレットのワンマン・バンドだった。しかし、ドラッグ漬けで活動がおぼつかなくなったバレットの脱退（解雇）後、ウォーターズを実質的なリーダーとするバンドとして再出発した。
1970年代以降は主要な曲を書き下ろすなど、バンドの中心的なソングライターとして活躍。自身が全作詞を手掛けたコンセプト・アルバム『狂気』（1973年）の空前の大成功以後は、フロイドの楽曲の歌詞すべてをウォーターズが担当することとなり、作詞家としても存在感を見せる。バンドでは次第にウォーターズの意向が強く反映されるようになり、ついには自身のワンマン・バンド化するに至る。その流れの中で、『ザ・ウォール』（1979年）レコーディング中のリチャード・ライトの解雇や、『ファイナル・カット』（1983年）レコーディング中のギルモアとの激しい口論が起こるなど、フロイドは実質的に空中分解するに至った。

### ソロとしての活動へ
ピンク・フロイド在籍時の1970年、アルバム『肉体（ボディ）』を発表している。時折ウォーターズのソロ・デビュー作として紹介されるが、正確にはロン・ギーシン（イギリスの前衛音楽家）のアルバムにウォーターズがゲスト参加したもの。ちなみに、ピンク・フロイドの他メンバー3人も1曲だけ参加している。
アルバム『ザ・ウォール』の構想を練っていた1978年にギルモアとライトの2人はソロ・デビューを果たしているが、ウォーターズはバンドの楽曲制作に専念していたこともあり、自身のソロ活動は1984年になってから本格的に始まった。
その1984年、1stアルバム『ヒッチハイクの賛否両論』を発表。ゲストにはエリック・クラプトンやメル・コリンズという豪華メンバーが招かれた。主人公の見ている夢を同時進行で追っていくという内容のコンセプト・アルバムになっている。アルバム発売後のツアーでも、途中までクラプトンがギタリストとして参加していた。
1985年末、ウォーターズは「フロイドでやれることはすべてやり尽くした」としてバンドを正式に脱退する。当初はバンド自体の活動停止を目論んでいたが、レコード会社や他のメンバーから同意を得られず、デヴィッド・ギルモアを中心にした新生ピンク・フロイドが動き始めると、ウォーターズはこれに激怒し、訴訟沙汰にまで発展した。最終的にウォーターズを除いたピンク・フロイド名義のアルバム収益の一部を、ウォーターズも受け取るという形の和解に終わった。結局、ピンク・フロイドからウォーターズが脱退し、ウォーターズ抜きの新生ピンク・フロイドが存続するという結果になった。
1986年にはレイモンド・ブリッグズ原作のアニメ映画『風が吹くとき』のサウンド・トラック盤を手掛ける。ウォーターズの他にも、デヴィッド・ボウイ、ジェネシス、スクイーズらが参加した。

### 新生ピンク・フロイドとの対決

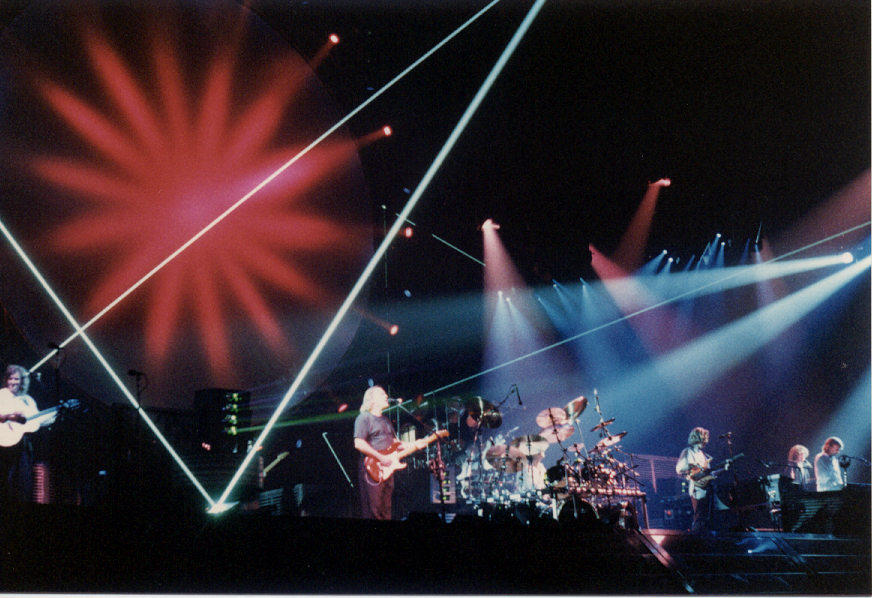
新生ピンク・フロイド (1989年)

1987年、2ndアルバムとなる『RADIO K.A.O.S.』を発表。前作同様のコンセプト・アルバムであるが、ますますコンセプトは複雑になってきている。ちょうどこの頃、ウォーターズ抜きで活動を再開した新生ピンク・フロイドの復活作『鬱』と発売日程やツアー・スケジュールが重なり、激しいバトルを展開するが、アルバム売上・観客動員の双方で新生フロイド側の圧勝に終わる。
ピンク・フロイドのツアーは各地のスタジアムを超満員にするロングラン公演となったが、一方のウォーターズは地方では空席が目立つような客入りだった。この結果に大きなショックを受けたウォーターズは、1990年代後半まで10年近くライブ活動を封印することとなった。

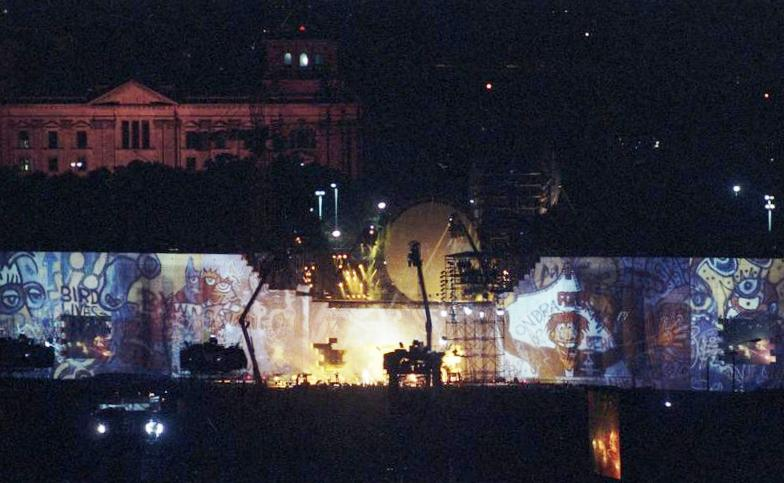
「ザ・ウォール」ライブ (1990年)

1990年には前年のベルリンの壁崩壊を記念した一大ライブ・イベント「The Wall Live In Berlin」を開催する。ザ・バンド、シンディ・ローパー、ジョニ・ミッチェル、スコーピオンズ、ヴァン・モリソンなど錚々たるメンバーが参加し、20万人もの観客を動員した。その後、ライブ・アルバムとビデオが発売された（現在はDVDでも再発）。
1992年、5年振りとなる新作『死滅遊戯』を発表。ゲストにジェフ・ベックが招かれ話題を呼んだ。湾岸戦争や天安門事件を題材に取り上げるなど、ウォーターズの作品の中でも特に社会的・政治的な色合いが濃い作品となっている。プレスからは「『ザ・ウォール』以来の情熱的な作品」と評され、久々に高い評価を得た。「このアルバムが200万枚売れたらツアーをやる」と公言していたが、結局ゴールドディスク止まりだったため実現しなかった。
1998年には映画『海の上のピアニスト』の主題歌として「Lost Boys Calling」を制作。巨匠エンニオ・モリコーネと共演した楽曲で、エディ・ヴァン・ヘイレンがギターで参加している。

### 沈黙から復活、ツアー活動へ

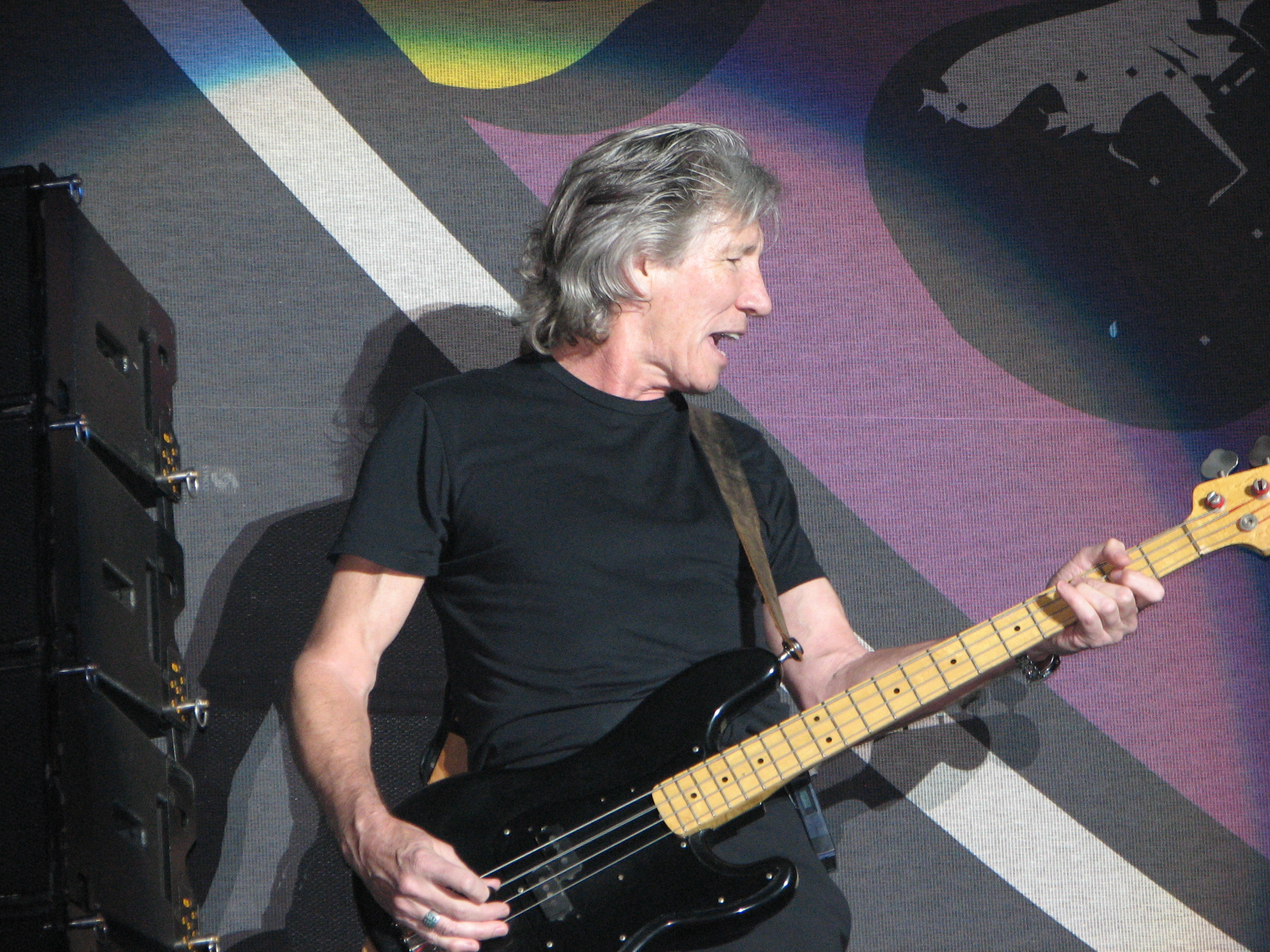
2006年6月

1990年代は長く沈黙を続けていたが、1999年に突如ワールド・ツアーを行うと発表。2002年には自身3度目となる来日公演が実現した（1度目は1971年に、2度目は1972年にそれぞれピンク・フロイドとして来日）。このライブ・ツアーの模様を収録したライブ・アルバムとDVDも発売されている。過去のピンク・フロイド時代のレパートリーも多数披露されている。
2002年、これまでのソロ活動を集約したベスト・アルバム『フリッカーリング・フレイム』を発表した。1984年以降のソロ・キャリアをまとめたもので、フロイド時代の作品や1970年のアルバム『肉体』からは選曲されていない。また、新曲やカバー曲も収録されている。ちなみに、このベスト盤はワールド・ツアーを開催した国でしか生産・発売されていない限定盤である。
2004年、インターネットでのダウンロード販売のみで新曲「To Kill The Child／Leaving Beirut」の2曲を発売（日本のみCD化された）。イラク戦争やブッシュ政権、ブレア政権を批判した内容となっている。
2005年になると、1980年代後半から制作を続けてきたオペラ・アルバム『サ・イラ〜希望あれ』を発表（日本国内盤は2006年発売）。『ザ・ウォール』や『ファイナル・カット』のようなロック・オペラではなく、純粋なオペラ作品であり、ヴォーカルもウォーターズではなくプロのオペラ歌手が招かれている。フランス革命を題材にしており、壮大なスケールの作品となっている。

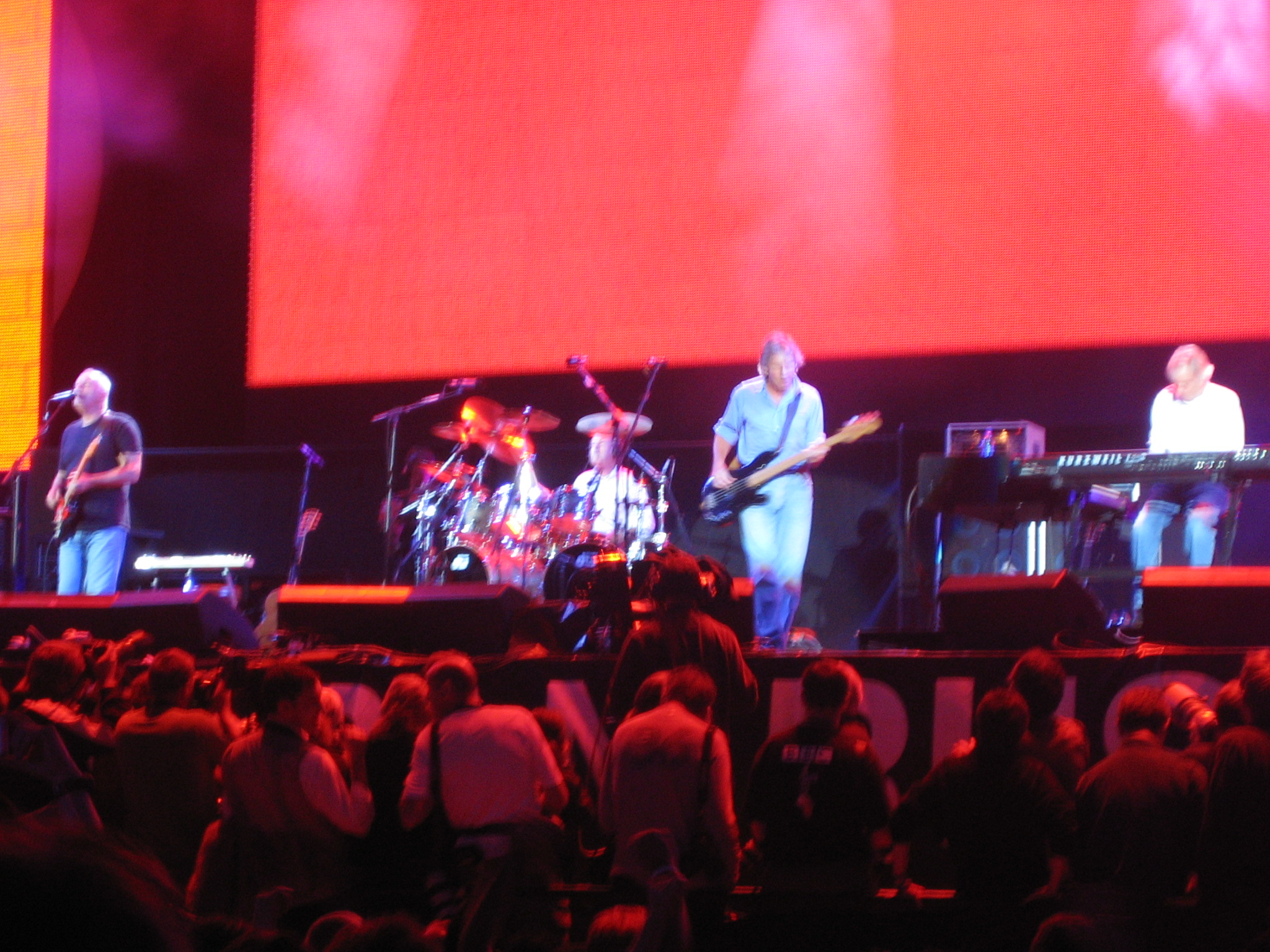
ピンク・フロイド ｢Live8｣ (2005年)

同年7月2日には、アフリカの貧困撲滅チャリティー・イベント「LIVE 8」に、ピンク・フロイドのメンバーとして参加。黄金期のメンバー4人で同じステージに立つのは24年振りのことで、「ピンク・フロイド再結成」として世界的なビッグ・ニュースとなった。しかし、あくまで一夜限りのリユニオンであり、その後はそれぞれソロ活動へと戻っていく。

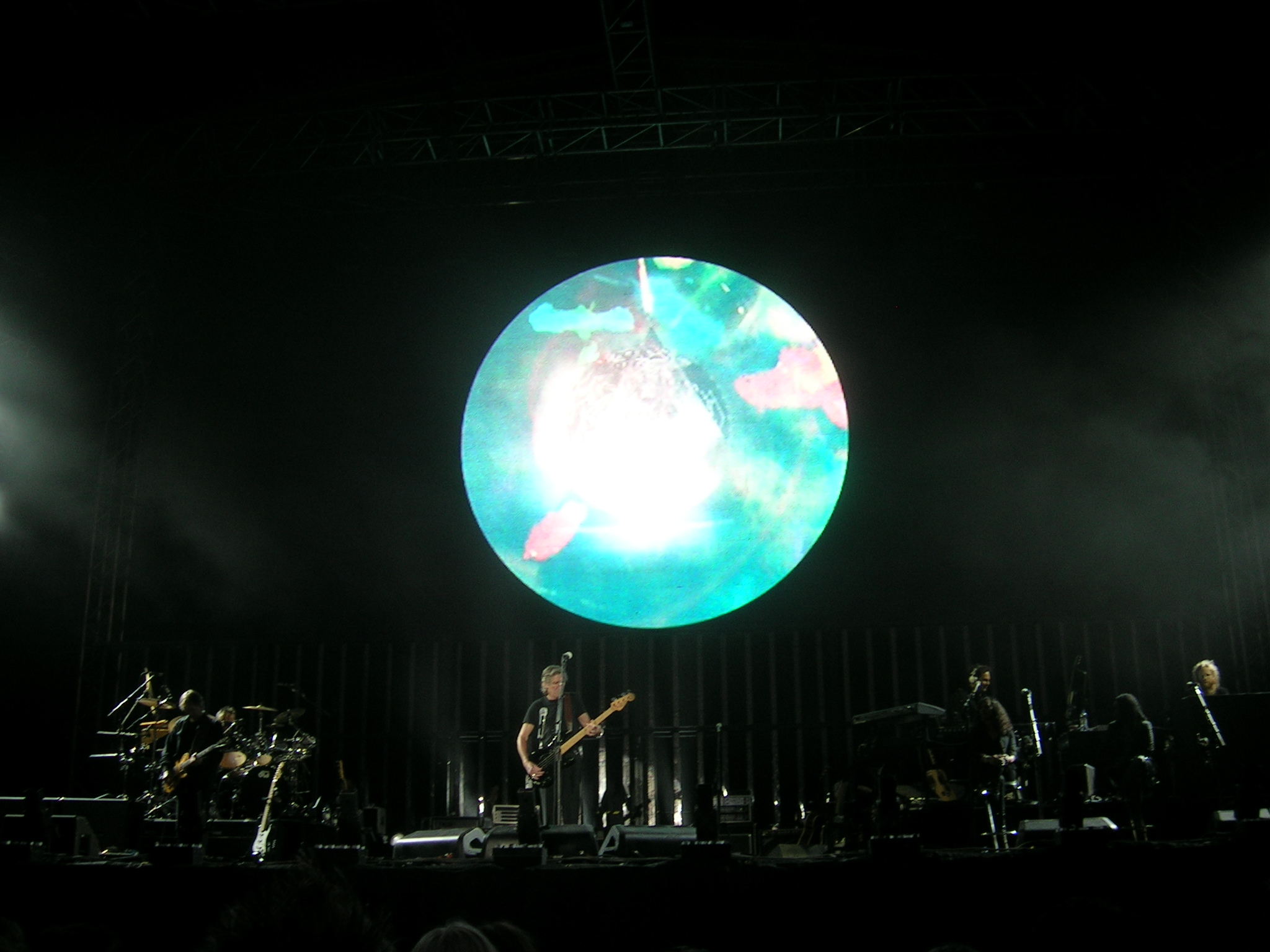
「The Dark Side of the Moon Live」ライブ (2006年)

2006年から2008年にかけて、再びワールド・ツアー「The Dark Side of the Moon Live」を開始する。このライヴの第二部では、1973年のアルバム『狂気』を完全再現し話題を呼ぶ。公演によっては、スペシャル・ゲストとしてメイスンも参加している。また、2007年7月7日に行われたライヴ・アースのジャイアンツ・スタジアム公演に出演する。

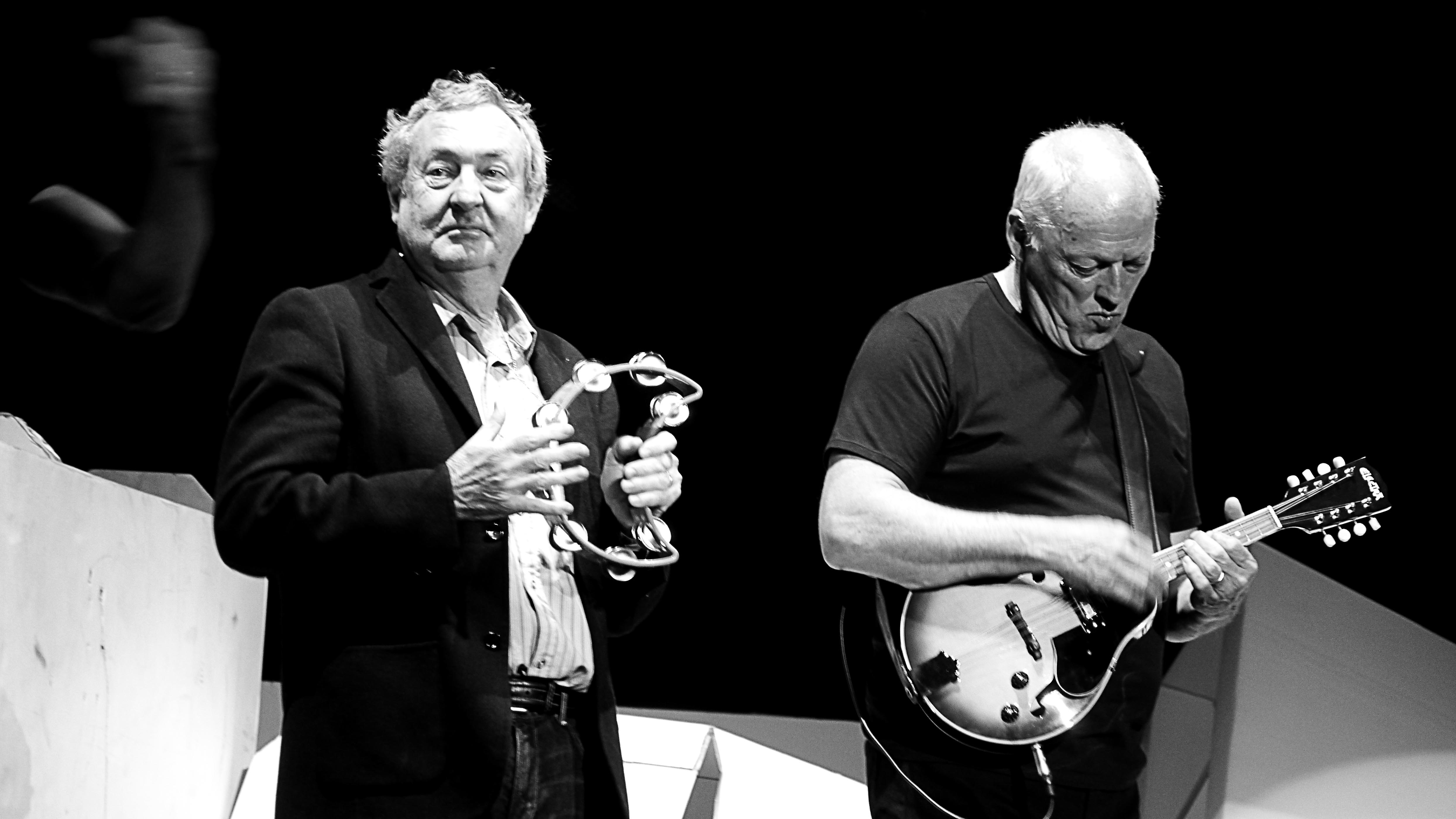
ニック・メイスン(左) デイヴ・ギルモア(右) 2011年5月ロンドン・O2アリーナにて

2010年からは『ザ・ウォール』の発売30周年を記念したソロ・ツアー「The Wall Live」を行う。全世界を回る大規模なツアーとなっており、驚異的な観客動員を記録している。ビルボード誌の発表による「2010年米国で最も稼いだアーティスト」（Music's Top 40 Money Makers 2011）において、レディー・ガガ、ボン・ジョヴィに次いで第3位（2,449万ドル）となっている。2011年5月12日、ロンドンのO2アリーナでの公演にギルモアとメイスンが出演し、久々にフロイドのメンバー3人が顔を揃えた。

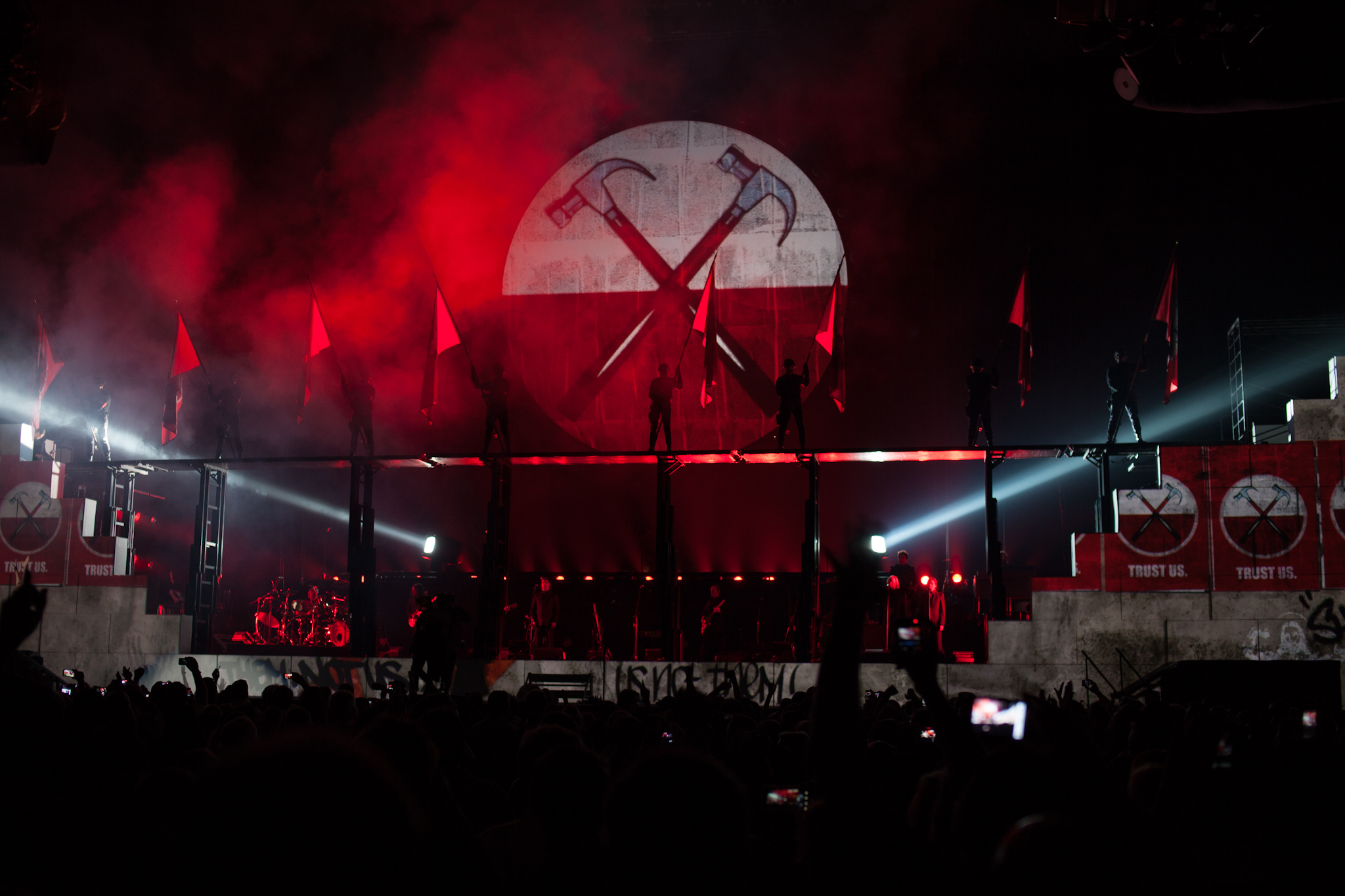
「ザ・ウォール」ライブ2012年版

その後もツアーは好評を博し、2012年まで大幅に延長され世界各国を回っている。2012年上半期の世界コンサート・ツアー興行収入でも、140万人を動員して1億5,810万ドル（約125億円）を売り上げ、堂々の1位に輝いた。さらに、2013年も引き続きヨーロッパを中心にスタジアム・ツアーとして再演されることが決定した。
2012年12月12日、ニューヨーク州やニュージャージー州を襲ったハリケーン「サンディ」による被災者救援コンサートに出演。他にもブルース・スプリングスティーン、ポール・マッカートニー、ローリング・ストーンズ、ビリー・ジョエルといった豪華メンバーがマディソン・スクエア・ガーデンに顔を揃えた。
2016年、3rdアルバム『死滅遊戯』のリマスター盤で「グラミー賞」受賞。
2017年、25年ぶりのオリジナル・ソロアルバム『イズ・ディス・ザ・ライフ・ウィ・リアリー・ウォント?』を発表。アルバムに伴うワールドツアー「US+THEM Tour」を数年に渡って開始する。

## エピソード

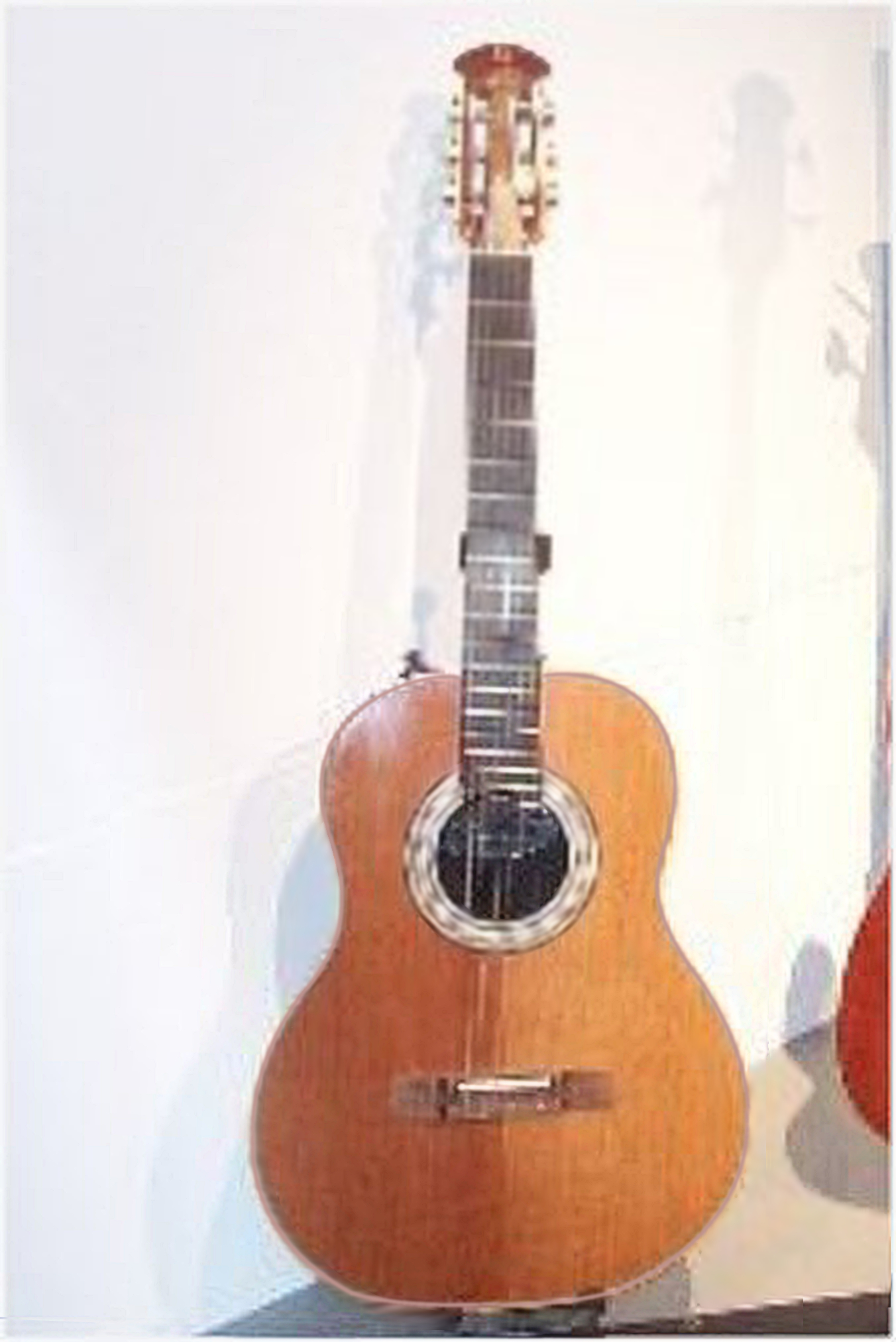
愛用の｢オベーション｣製クラシックギター

- ピンク・フロイド在籍時よりコンセプト・アルバムを作り続けているが、その理由について「それは小説家に“あなたは何故小説を書き続けるのか、何故エッセイじゃないのか”と聞くのと同じことだよ。僕はコンセプト・アルバムという形態の中でこそ、自分の表現が可能だと思っている」と話している[8]。
- 作詞をする上で心掛けている点は「すべてを表現しないこと」だという。あえて欠落した部分を作ることによって、聴き手のイマジネーションに委ねることが重要だと話している。
- 一時期、ゴルフに熱中していた。ウォーターズはゴルフのことを「人生を最も複雑かつ重層的に表す縮図のようなゲーム」と評している。ちなみに、ロン・ギーシンがゴルフ仲間だった[9]。
- 1987年のツアーで、新生ピンク・フロイドとツアーがぶつかった際、観客動員などにおいて圧倒的な差をつけられたことが忘れられない経験になったという。それ以降、なかなかツアーに出る自信を持てなくなり、1999年までツアーを開催していない。
- これまでに数多くの楽曲を発表しているが、他のアーティストに楽曲提供したことはほとんどない。唯一の提供曲はマリアンヌ・フェイスフルの1999年のアルバム『ヴァガボンド・ウェイズ』に収録されている「Incarceration Of A Flower Child」で、楽曲自体は1960年代後半に書かれたもの。ウォーターズもベースで参加している。
- 2000年代以降はニューヨークに居を構えている。アメリカでは民主党を支持しており、2008年の大統領選でもバラク・オバマの支持を表明したが、その後のオバマ大統領の外交政策には「失望した」と述べている[10]。

## 日本公演
- 2002年

## ディスコグラフィ

### スタジオ・アルバム
- 『ヒッチハイクの賛否両論』 - The Pros And Cons Of Hitch Hiking (1984年)
- 『RADIO K.A.O.S.』 - Radio K.A.O.S. (1987年)
- 『死滅遊戯』 - Amused To Death (1992年)
- 『イズ・ディス・ザ・ライフ・ウィ・リアリー・ウォント?』 - Is This the Life We Really Want? (2017年)

### サウンドトラック・アルバム
- 『肉体（ボディ） オリジナル・サウンドトラック』 - Music From "The Body" (1970年) ※ロン・ギーシンのアルバムにゲスト参加したもの
- 『風が吹くとき　オリジナル・サウンドトラック』 - Original Sound Track "When The Wind Blows" (1986年) ※映画『風が吹くとき』のサントラ盤

### ライブ・アルバム
- 『ザ・ウォール〜ライブ・イン・ベルリン』 - The Wall - Live In Berlin (1990年)
- 『イン・ザ・フレッシュ』 - In the Flesh – Live (2000年)
- 『ロジャー・ウォーターズ ザ・ウォール』 - Roger Waters: The Wall (2015年)

### シングル
- 『トゥ・キル・ザ・チャイルド/リーヴィング・ベイルート』 (2004年) ※日本限定盤

### その他のアルバム
- 『フリッカーリング・フレイム』 - Flickering Flame - The Solo Years, Volume 1 (2002年) ※ベスト・アルバム
- 『サ・イラ〜希望あれ』 - Ça Ira (2005年) ※オペラ作品
- 『ストラヴィンスキー:兵士の物語』 - The Soldier’s Tale (2018年) ※クラシック作品。語り担当
- 『ザ・ロックダウン・セッションズ』 - The Lockdown Sessions (2023年) ※配信限定アルバムとしてリリース後、CD・レコードが発売になった。
- 『狂気 - リダックス』- The Dark Side Of The Moon Redux (2023年) ※ピンク・フロイドのスタジオ・アルバムを再構築したアルバム。